# Maestro di Fossa
Il Maestro di Fossa (fl. XIV secolo) è stato un pittore e intagliatore italiano attivo nella prima metà del XIV secolo tra l'Umbria meridionale e l'Abruzzo,
caposcuola riconosciuto della pittura spoletina rimasto anonimo, deve il suo nome alla cittadina di Fossa dove era conservata una sua opera: una madonna lignea racchiusa in un tabernacolo dipinto.

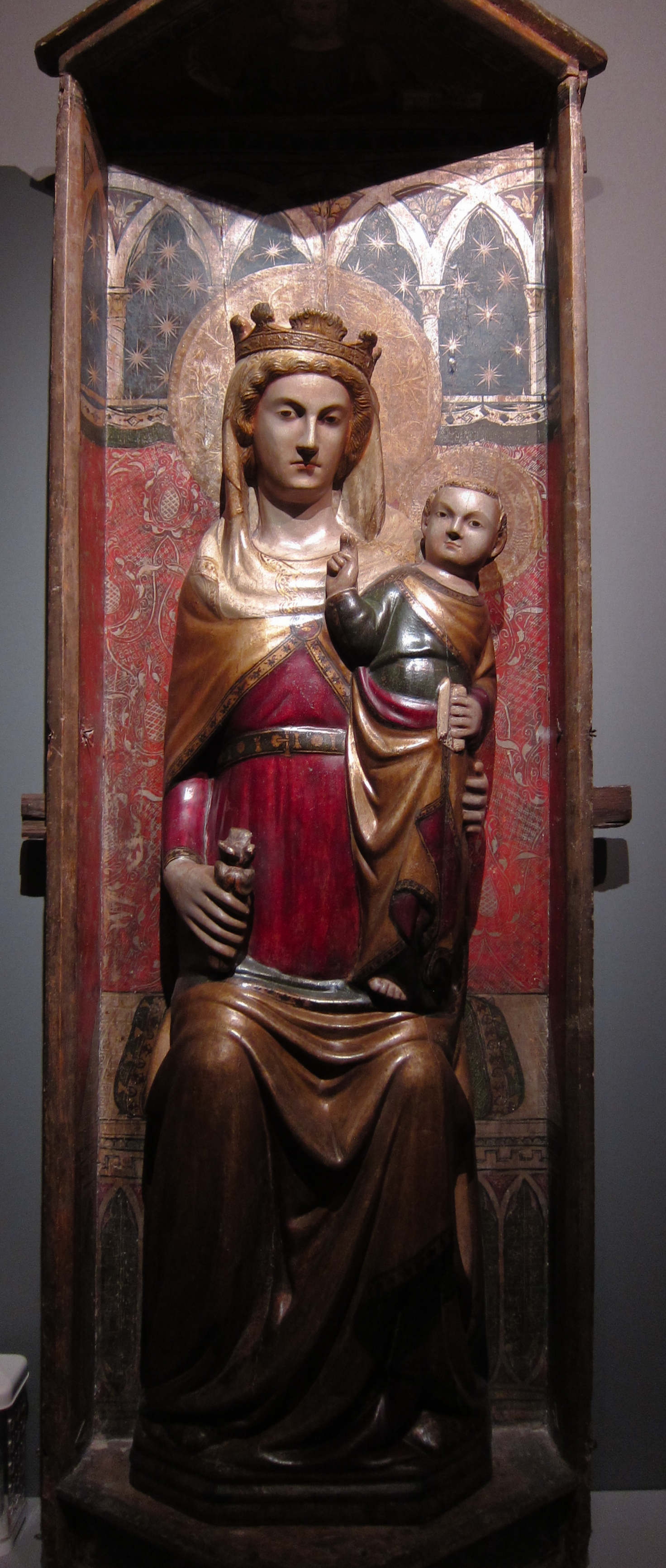
Madonna di Fossa

## Opere

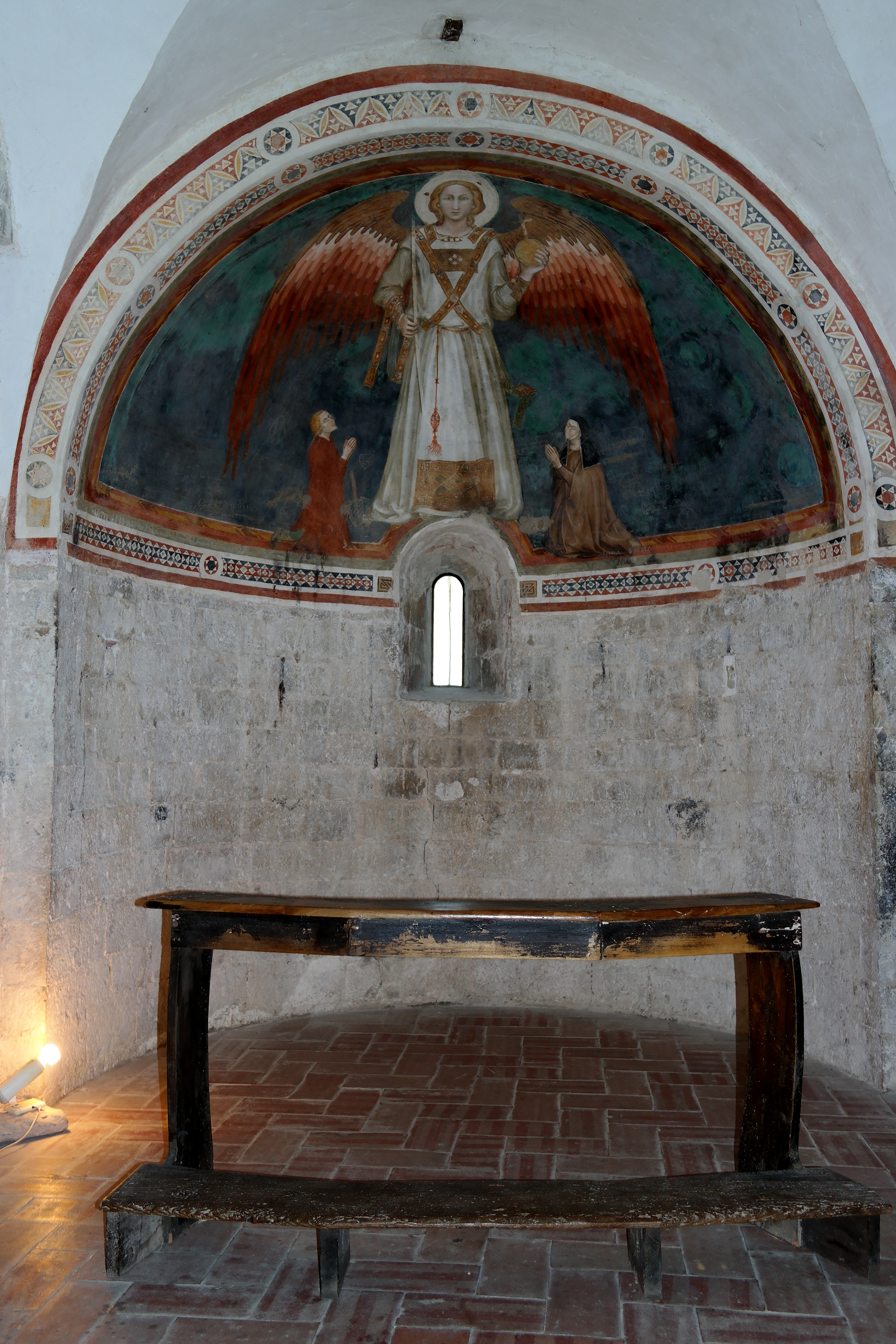
Angelo con due oranti, cripta della chiesa di San Ponziano, Spoleto.

Per analogie stilistiche gli sono state attribuite varie opere, tra le quali:
Madonna di Fossalegno intagliato e dipinto del XIV secolo, proveniente dalla chiesa di Santa Maria ad Cryptas di Fossa;
Presentazione al tempiotempera su tavola del XIV secolo, proveniente dalla chiesa di Santa Maria ad Cryptas di Fossa;
Santa Giulitta e san Quiricotempera su tavola del XV secolo, proveniente dalla collegiata di San Michele Arcangelo di Città Sant'Angelo;
San Bartolomeotempera su tavola del XIV secolo, proveniente dalla collegiata di San Michele Arcangelo di Città Sant'Angelo;
Madonna con il Bambino, crocifissione e annunciazioneaffresco della prima metà del XIV secolo, proveniente dalla chiesa di Santa Croce di Trevi;
La croce di Postatempera su fondo oro, proveniente dalla chiesa di San Francesco a Posta, conservata presso il Museo civico di Rieti;
Angelo con due orantiaffresco all'interno della cripta di San Ponziano a Spoleto, realizzato con polvere d'oro e di lapislazzuli nella prima metà del Trecento;
San Pietro martire con domenicano genuflessotempera su tavola con fondo d'oro lavorato, posto all'interno dell'oratorio della chiesa di San Domenico a Spoleto.